# Братська сільська рада (Нижньосірогозький район)
Бра́тська сільська́ ра́да — адміністративно-територіальна одиниця та орган місцевого самоврядування в Нижньосірогозькому районі Херсонської області. Адміністративний центр — село Братське.

## Загальні відомості
- Населення ради: 615 осіб (станом на 2001 рік)

## Населені пункти
Сільській раді були підпорядковані населені пункти:
- с. Братське
- с. Заповітне

## Склад ради
Рада складалася з 14 депутатів та голови.
- Голова ради: Здановський Геннадій Вікторович
- Секретар ради: Бартошик Надія Миколаївна

### Керівний склад попередніх скликань
| Прізвище, ім'я, по батькові     | Основні відомості                                                                     | Дата обрання | Дата звільнення |
| ------------------------------- | ------------------------------------------------------------------------------------- | ------------ | --------------- |
| Здановський Геннадій Вікторович | Сільський голова, 1953 року народження, член Партії регіонів                          | 26.03.2006   | 31.10.2010      |
| Здановський Геннадій Вікторович | Сільський голова, 1965 року народження, освіта середня загальна, член Партії регіонів | 31.10.2010   |                 |

Примітка: таблиця складена за даними сайту Верховної Ради України

### Депутати
За результатами місцевих виборів 2010 року депутатами ради стали:

#### За суб'єктами висування
| Суб'єкт висування                                       | Кількість обраних депутатів | %    |
| ------------------------------------------------------- | --------------------------- | ---- |
| Партія регіонів                                         | 10                          | 71,4 |
| Комуністична партія України                             | 2                           | 14,3 |
| Політична партія Всеукраїнське об'єднання «Батьківщина» | 1                           | 7,1  |
| Самовисування                                           | 1                           | 7,1  |

#### За округами
| № округу                                                | Прізвище, ім'я, по батькові  | Дата визнання обраним | Освіта  | Партійна приналежність            | Відомості про обраного депутата                              |
| ------------------------------------------------------- | ---------------------------- | --------------------- | ------- | --------------------------------- | ------------------------------------------------------------ |
| Комуністична партія України                             |                              |                       |         |                                   |                                                              |
| 5                                                       | Кривчук Людмила Василівна    | 02.11.2010            | вища    | член Комуністичної партії України | пенсіонер                                                    |
| 12                                                      | Шивякова Віра Сергіївна      | 02.11.2010            | середня | позапартійна                      | пенсіонер                                                    |
| Партія регіонів                                         |                              |                       |         |                                   |                                                              |
| 1                                                       | Савельєва Надія Ярославівна  | 02.11.2010            | вища    | член Партії регіонів              | Братська сільська рада, бухгалтер                            |
| 2                                                       | Дятькова Наталія Свиридівна  | 02.11.2010            | середня | позапартійна                      | Сільське комунальне підприємствво «Фортуна», бухгалтер-касир |
| 3                                                       | Погонець Василь Сергійович   | 02.11.2010            | вища    | член Партії регіонів              | тимчасово не працює                                          |
| 4                                                       | Стрижеус Галина Павлівна     | 02.11.2010            | вища    | позапартійна                      | фізична особа-підприємець                                    |
| 7                                                       | Здановська Лариса Федорівна  | 02.11.2010            | вища    | член Партії регіонів              | Братська школа-садок, вчитель початкових класів              |
| 8                                                       | Бартошик Надія Миколаївна    | 02.11.2010            | вища    | позапартійна                      | Братська сільська рада, секретар                             |
| 9                                                       | Кальян Олександр Миколайович | 02.11.2010            | вища    | позапартійний                     | Братська насосна станція, машиніст                           |
| 11                                                      | Кречик Олександр Вікторович  | 02.11.2010            | вища    | позапартійний                     | Приватне підприємствво «Агротехнології», головний агроном    |
| 13                                                      | Комарницький Олег Євгенович  | 02.11.2010            | вища    | член Партії регіонів              | ТОВ «Агроінвест», агроном-агрохімік                          |
| 14                                                      | Сірко Надія Степанівна       | 02.11.2010            | середня | член Партії регіонів              | фізична особа-підприємець                                    |
| Політична партія Всеукраїнське об'єднання «Батьківщина» |                              |                       |         |                                   |                                                              |
| 10                                                      | Серко Геннадій Адамович      | 02.11.2010            | вища    | позапартійний                     | Братська школа-садок, охоронець                              |
| Самовисування                                           |                              |                       |         |                                   |                                                              |
| 6                                                       | Жупина Ірина Анатоліївна     | 02.11.2010            | вища    | позапартійна                      | Братська школа-садок, директор                               |

## Населення
За переписом населення України 2001 року в сільській раді мешкало 614 осіб.

### Мова
Розподіл населення за рідною мовою за даними перепису 2001 року:
| Мова       | Відсоток |
| ---------- | -------- |
| українська | 92,52 %  |
| російська  | 5,69 %   |
| інші       | 1,79 %   |